# Брюшная нервная цепь

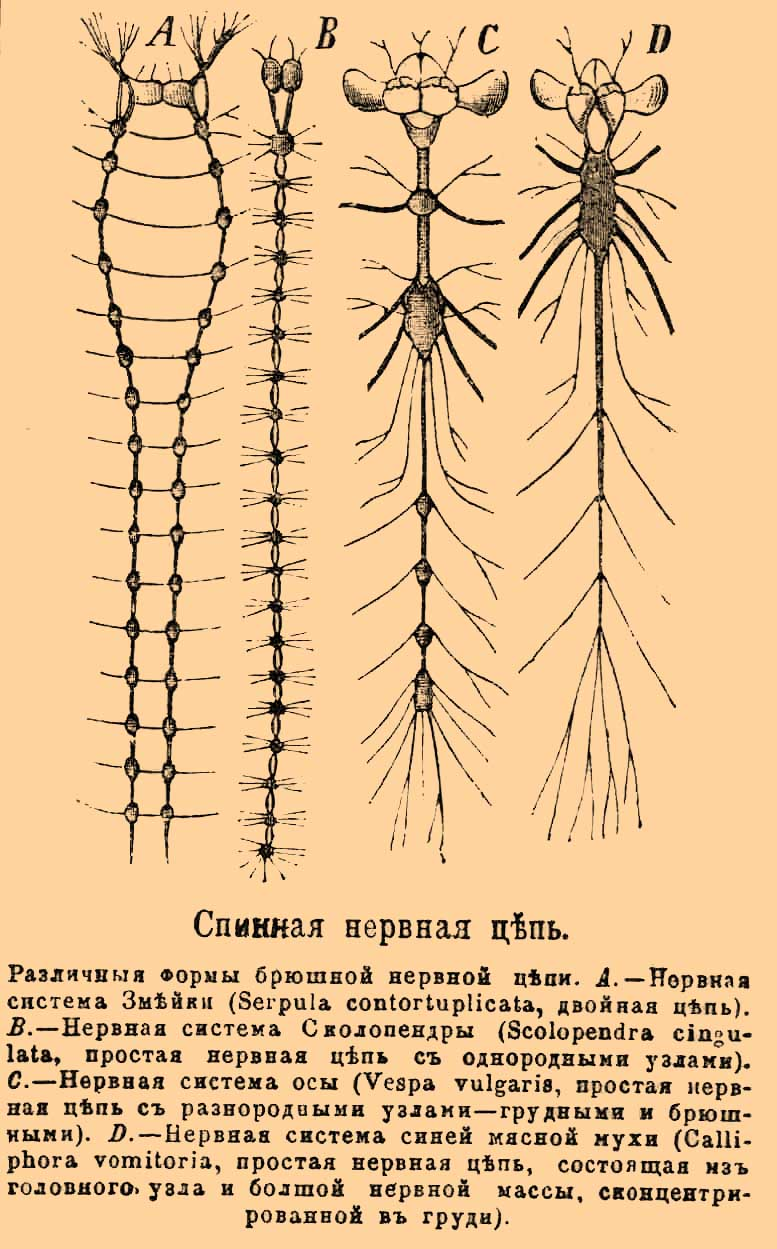
Спинная нервная цепь.
Различные формы брюшной нервной цепи. A. — Нервная система Змейки (Serpula contortuplicata, двойная цепь). В. — Нервная система Сколопендры (Scolopendra cingulata, простая нервная цепь с однородными углами). С. — Нервная система осы (Vespa vulgaris, простая нервная цепь с разнородными узлами — грудными и брюшными). D. — Нервная система синей мясной мухи (Calliphora vomitoria, простая нервная цепь, состоящая из головного узла и большой нервной массы, сконцентрированной в груди).

Брюшная нервная цепь — это центральная нервная система членистоногих и кольчатых червей. Она состоит из надглоточного ганглия (лат. ganglion supraoesophageum), лежащего в голове (у кольчецов в головном конце), над пищеводом, и из цепи узелков, расположенных по средней линии брюшной поверхности тела, под пищеварительными органами. Первый из узлов этой цепи, подглоточный узел (лат. ganglion infraoesophageum), лежит в голове, под пищеводом; он соединяется с надглоточным узлом посредством спаек (глоточного кольца).
Надглоточные и подглоточные узлы дают нервы ротовым органам и органам чувств, соответствуя головному мозгу высших животных. Прочие узлы брюшной нервной цепи дают нервные окончания коже, мышечной ткани и различным органам тела, что соединяются между собою простыми или двойными спайками. Число узлов брюшной нервной цепи у различных животных весьма различно. У некоторых кольчецов, например у червей Серпулиды (лат. Serpulidae) и у некоторых низших ракообразных, например у листоногих (Apus cancriformis) бывают две цепи нервных узлов, которые соединяются между собою поперечными спайками. У зародышей всех членистоногих бывают сначала две цепи нервных узлов, а затем у большинства из них обе эти цепи сливаются в одну. У высших членистоногих узды брюшной нервной цепи разделяются на грудные и брюшные. Первые дают нервы коже и мускулам грудных члеников и прикрепляющихся к ним ног и крыльев; а вторые коже и мускулам брюшка и придаткам его (жало, яйцеклад), а последний брюшной узел иннервирует еще, кроме того, половые органы и прямую кишку. У некоторых членистоногих брюшная нервная цепь в молодом состоянии (в состоянии зародыша или личинки) представляет гораздо большее число узлов, чем у взрослого животного, у которого их меньше, вследствие слияния некоторых из них между собою (к примеру бабочек), или даже вовсе нет отдельных узлов, а вместо них лишь надглоточный узел и одна большая ганглиозная центральная нервная система, которая, как показывают наблюдения из истории развития и превращений, образуется слиянием многих, прежде бывших отдельных нервных узлов, например у крабов, пауков, некоторых мух.